# Adolf De Jaegere
Adolf Aloïs De Jaegere (Wielsbeke, 10 maart 1900 - Groß-Rosen, 27 november 1944) was een Belgisch volksvertegenwoordiger.

## Levensloop
Getrouwd met Irma Baes, was De Jaegere vakbondsleider binnen het Algemeen Christelijk Vakverbond. Zo was hij onder meer secretaris van de Bond van Seizoenarbeiders.
In 1926 werd hij verkozen tot gemeenteraadslid van Roeselare. In 1929 werd hij katholiek volksvertegenwoordiger voor het arrondissement Roeselare en vervulde dit mandaat tot in 1936.
Tijdens de Tweede Wereldoorlog trad hij toe tot het Geheim Leger en werd pelotonchef van de afdeling Zarren. Hij werd in januari 1944 opgepakt door de nazi's en naar het concentratiekamp Gross-Rosen gestuurd, waar hij einde november 1944 van ontberingen omkwam.